# RSC Anderlecht

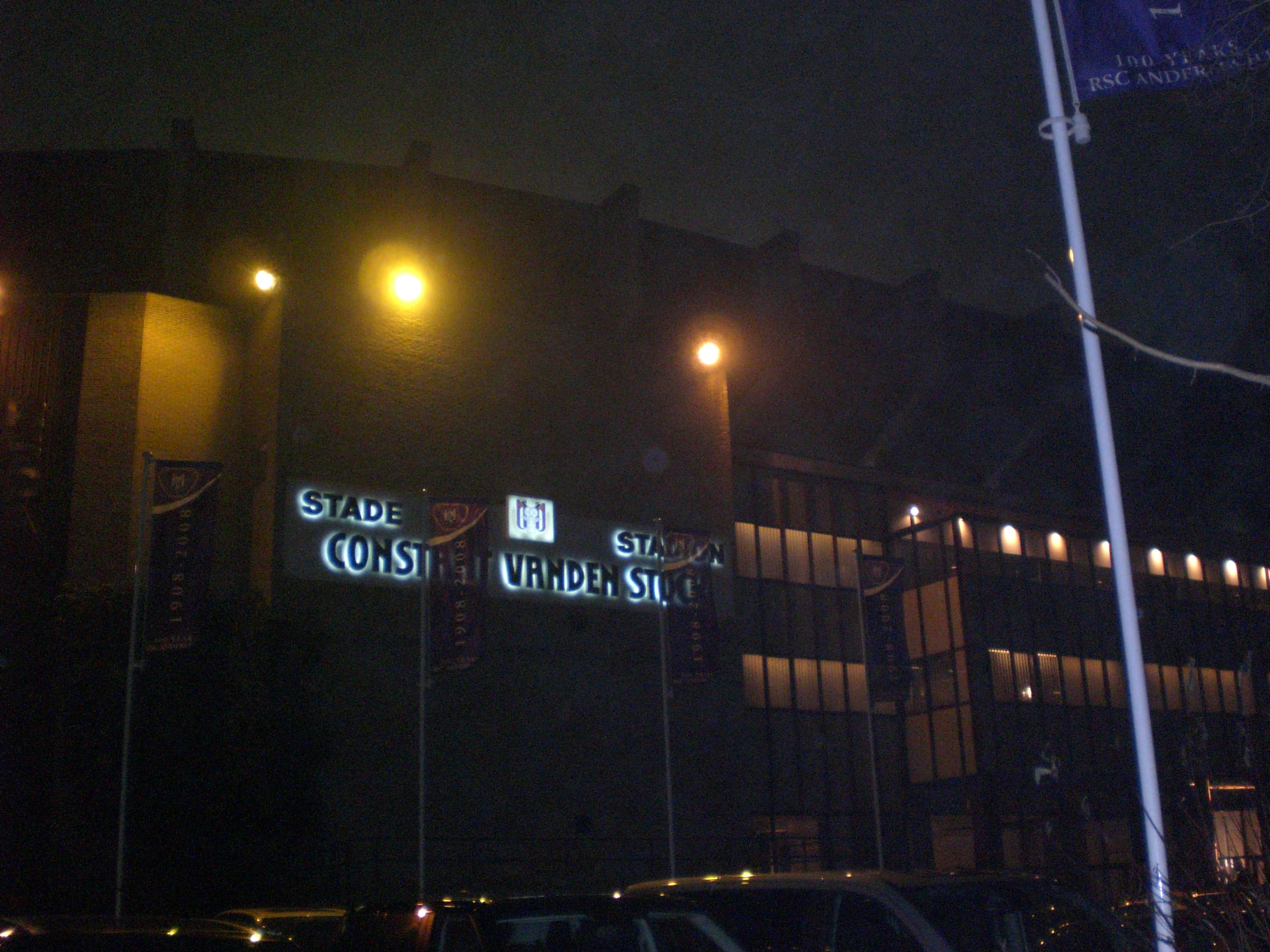
Constant Vanden Stock, domácí stadion Anderlechtu

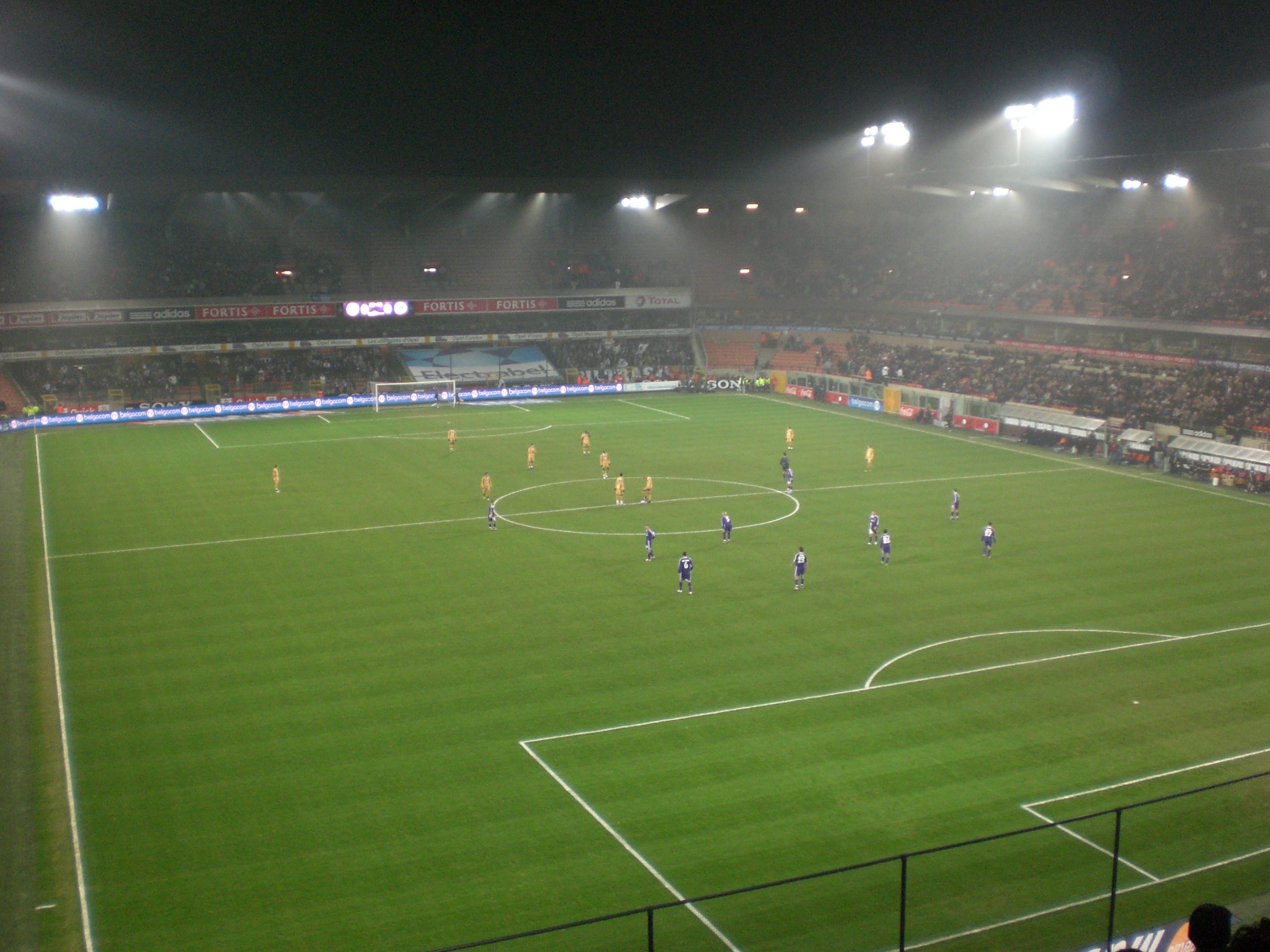
Hráči RSCA rozestavění před zahájením zápasu proti FC Girondins de Bordeaux (13. února 2008)

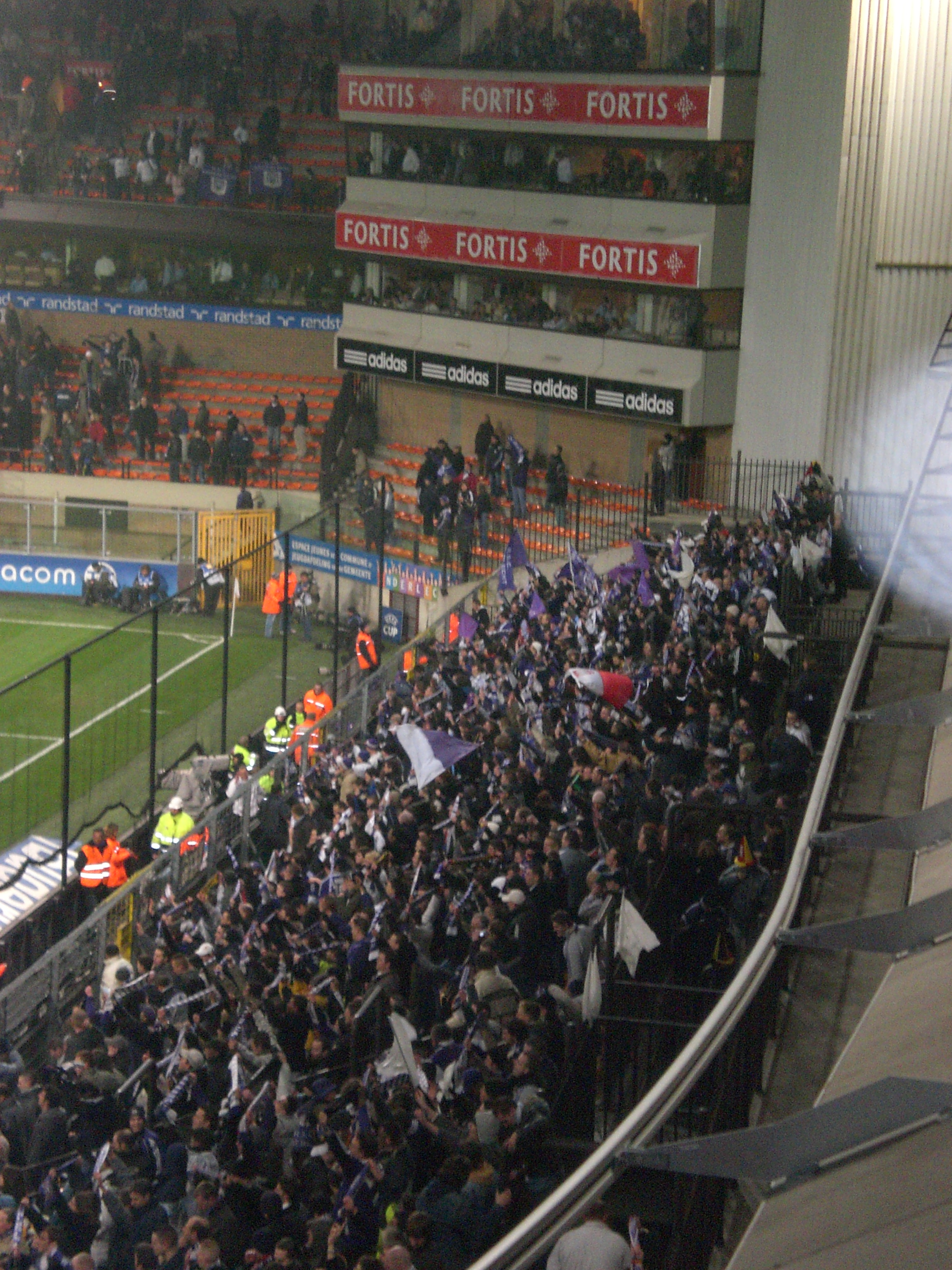
Fanoušci Anderlechtu

Royal Sporting Club Anderlecht (česky Královský sportovní klub Anderlecht), běžně známý pouze jako Anderlecht nebo RSCA, je belgický fotbalový klub z bruselské obce Anderlecht.
RSC Anderlecht je nejúspěšnější belgický fotbalový celek. Mistrem Belgie se stal již 34krát. 2× vyhrál Pohár vítězů pohárů a 1× Pohár UEFA.
Své domácí zápasy hraje na stadionu Constant Vanden Stock.

## Historie
Klub byl založen 27. května 1908 Charlesem Roosem, který dal dohromady dalších 12 nadšenců do fotbalu.
Vznikl Sporting Club Anderlechtois rok na to přijatý do Belgické asociace společností atletických sportů. Sporting začal působení ve třetí lize a ještě před 1. světovou válkou se probojoval do druhé. V tomto období tým spoléhal na dva útočníky, jimiž byli Gaston Verse a Jef Bruggeman. Po sezóně 1920/21 postoupil do první ligy, ovšem do poloviny 30. let se plně neetabloval mezi nejlepšími a ve čtyřech případech se poroučel zpět do druhé ligové soutěže. Po 25 letech od založení získal klub dne 20. června 1933 královský status.
Anderlecht se dostal do popředí až po 2. světové válce, první titul mistra získal v roce 1947. Od té doby patří k nejlepším v Belgii. V 50. a 60. letech získal mnoho titulů mistra.
Největší jméno si udělal v 70. a 80. letech. V tomto období sice nevyhrál mnohokrát belgickou ligu, ale byl úspěšný v evropských pohárech: 2x vyhrál Pohár vítězů pohárů a 1x Pohár UEFA, k tomu další 4 finále v těchto pohárech, navíc se při účastech v PMEZ dostal 2x do semifinále.
Od 90. let už žádný větší úspěch v Evropě nepřišel.
V roce 1996 se stal klubovým prezidentem Roger Vanden Stock, jenž ve funkci nahradil svého otce Constanta, vlastníka klubu.
Roger Vanden Stock vedl Anderlecht do jara roku 2018, poté klub převzal jeho nový majitel Marc Coucke.
V ročníku Evropské ligy 2016/17 se Anderlecht probojoval do čtvrtfinále, kde po výsledcích 1:1 doma a 1:2 v prodloužení venku padl s pozdějším vítězem Manchesterem United.
V ročníku 2017/18 se prozatím naposledy představil v Lize mistrů, ve skupině ale získal pouhé tři body za jedinou výhru.(Aktuální k dubnu 2020)
Ačkoli v Bruselu hrají 1. ligu ještě dva týmy, největšími rivaly RSCA jsou Club Brugge KV a Standard Lutych.
Anderlecht je nejbohatší profesionální klub v Belgii s ročním rozpočtem okolo 37 milionů eur.[zdroj?]
Z českých hráčů působili v Anderlechtu brankář Daniel Zítka, obránce Ondřej Mazuch, záložníci Lukáš Mareček, Jan Polák, Martin Kolář a Lukáš Zelenka, útočníci Stanislav Vlček a Jan Koller.

## Trofeje a úspěchy
- 34× vítěz belgické 1. ligy: 1947, 1949, 1950, 1951, 1954, 1955, 1956, 1959, 1962, 1964, 1965, 1966, 1967, 1968, 1972, 1974, 1981, 1985, 1986, 1987, 1991, 1993, 1994, 1995, 2000, 2001, 2004, 2006, 2007, 2010, 2012, 2013, 2014, 2017
- 9× vítěz belgického poháru: 1965, 1972, 1973, 1975, 1976, 1988, 1989, 1994, 2008
- 13× vítěz belgického Superpoháru: 1985, 1987, 1993, 1995, 2000, 2001, 2006, 2007, 2010, 2012, 2013, 2014, 2017
- 1× vítěz belgického ligového poháru: 2000[8]

### Účast v mezinárodních soutěžích
- Liga mistrů UEFA: 22 účastí a 134 zápasů
  - semifinále v letech 1982 a 1986
- Pohár vítězů pohárů: 7 účastí a 44 zápasů
  - vítěz v letech 1975/76 a 1977/78
  - finalista v letech 1977 a 1990
- Veletržní pohár: 2 účasti a 18 zápasů
  - finalista v roce 1970
- Pohár UEFA: 13 účastí a 88 zápasů
  - vítěz v sezoně 1982/83
  - finalista v sezoně 1983/84
- Superpohár UEFA:
  - vítěz v letech 1976 a 1978

## Významní hráči
- Jef Jurion (1953–1968)
- Paul Van Himst (1959–1975)
- Rob Rensenbrink (1971–1980)
- Enzo Scifo (1983–1987, 1997–2000)
- Luc Nilis (1986–1994)

## Trenéři
Aktuální k 25. dubnu 2020
- 1934 – 1935: Charles Gillis
- 1945 – 1946: Emile Defevere - Bob Wyckaert - Kennedy
- 1946 – 1947: Georges Périno
- 1947 – 1950: Ernest Smith
- 1950 – 1960: William Gormlie
- 1960 – 1966: Pierre Sinibaldi
- 1966 – 1967: Andrad Beres
- 1967 – 1968: Arnold Deraeymaeker
- 1968 – 1969: Norberto Höfling
- 1969 – 1970: Norberto Höfling - Arnold Deraeymaeker
- 1970 – 1971: Pierre Sinibaldi
- 1971 – 1972: Georg Kessler
- 1972 – 1973: Georg Kessler - Hippolyte Van den Bosch
- 1973 – 1975: Urbain Braems
- 1975 – 1976: Hans Croon
- 1976 – 1979: Raymond Goethals
- 1979 – 1980: Urbain Braems
- 1980 – 1982: Tomislav Ivic
- 1982 – 1983: Tomislav Ivic - Paul Van Himst
- 1983 – 1985: Paul Van Himst
- 1985 – 1986: Paul Van Himst - Arie Haan
- 1986 – 1987: Arie Haan
- 1987 – 1988: Georges Leekens - Raymond Goethals
- 1988 – 1989: Raymond Goethals
- 1989 – 1992: Aad de Mos
- 1992 – 1993: Luka Peruzovic - Johan Boskamp
- 1993 – 1995: Johan Boskamp
- 1995 – 1996: Herbert Neuman -Raymond Goethals - Johan Boskamp
- 1996 – 1997: Johan Boskamp
- 1997 – 1998: René Vandereycken - Arie Haan
- 1998 – 1999: Arie Haan - Jean Dockx
- 1999 – 2002: Aimé Antheunis
- 2002 – 2005: Hugo Broos
- 2004 – 2005: Hugo Broos - Franky Vercauteren
- 2005 – 2007: Franky Vercauteren
- 2007 – 2008: Franky Vercauteren - Ariel Jacobs
- 2008 – 2012: Ariel Jacobs
- 2012 – 2014: John van den Brom
- 2014 – 2016: Besnik Hasi
- 2016 – 2017: René Weiler
- 2017 – 2017: Nicolás Frutos
- 2017 – 2018: Hein Vanhaezebrouck
- 2018 – 2019: Karim Belhocine
- 2019 – 2019: Fred Rutten
- 2019 – 2019: Karim Belhocine
- 2019 – 2019: Simon Davies
- 2019 – 2019: Jonas De Roeck
- 2019 – 2022: Frank Vercauteren